# Jos Vonhof
Theodorus Gerardus (Jos) Vonhof (Amsterdam, 19 juni 1934 – Amsterdam, 16 januari 2001) was een Nederlands voetballer die uitkwam voor DWS en BVC Amsterdam. 
De middenvelder was met z'n 1,60 meter klein van stuk maar een belangrijke schakel in het elftal. Hij werd niet alleen een terriër of waterdrager genoemd, maar ook geprezen als spelverdeler die topschutters als Arie de Oude en Frans Geurtsen met bekeken passes in stelling bracht.

## Loopbaan
Hij begon op zijn negende met voetballen bij VGK (Vriendschap Geeft Kracht). Deze kleine Amsterdamse afdelingsclub werd in 1952 opgeheven. Vonhof werd na de oorlogsjaren lid van DWS en debuteerde op 12 april 1953 in de hoofdmacht. 
In zijn eerste volledige seizoen 1953/54 eindigde DWS in de Eerste klasse A gelijk aan kop met de grote rivaal Ajax. De beslissingswedstrijd om het kampioenschap werd gehouden op 27 mei 1954 in het Olympisch Stadion. DWS versloeg Ajax met 5-2 en Jos Vonhof was met drie treffers de gevierde held.

## Profvoetbal
Na de zomer van 1954 startte de profcompetitie van de NBVB. BVC Amsterdam was de enige Amsterdamse deelnemer in de 'wilde' competitie. De nieuwe profclub, ook wel De Zwarte Schapen genoemd, trok spelers aan van Ajax, Blauw Wit, DWS maar ook van Amsterdamse amateurclubs. DWS raakte drie spelers kwijt: Jan Klein, Henk Meijer en Jos Vonhof. 
Na de fusie tussen de twee voetbalbonden in november 1954 bleef Vonhof, en ook de andere twee DWS'ers, bij BVC Amsterdam dat verderging onder de vlag van de KNVB. 
De club, zonder jeugdafdeling, hield in 1958 op te bestaan en fuseerde met DWS.

## Terug bij DWS
Zo keerde hij terug bij DWS dat de eerste vier jaar na de fusie DWS/A heette. De degradatie in 1962 uit de Eredivisie werd snel ongedaan gemaakt. Binnen een jaar keerde DWS terug om direct door te stoten naar de landstitel in 1964. Een uniek hoogtepunt voor de volksclub uit de Spaarndammerbuurt waar ook de meeste spelers vandaan kwamen. Zoals Vonhof die in De Jordaan woonde. 
In zijn laatste seizoen 1967/68 kwam hij door een knieblessure amper nog aan spelen toen. Hij vertrok in de winterstop naar Zwolsche Boys dat hem een contract voor anderhalf jaar aanbood. DWS gunde hem vanwege zijn verdiensten een vrije transfer. Door fysieke klachten zou hij begin 1968 maar in drie duels voor de Zwolse tweededivisionist in actie komen.
Hij werd trainer in het amateurvoetbal bij AGOVV'62, Martinus en Madjoe. Ook voetbalde hij nog bij de veteranen van AVV TOG waar zijn zoon Theo in het eerste elftal speelde. Hij startte een schoonmaakbedrijf en verliet later de voetbalwereld. 

## Privé
Hij was de zoon van Abraham Vonhof en Gerarda van Renswoude. Zijn persoonskaart vermeldde als beroepen houtbewerker, elektricien, kantoorbediende en beroepsvoetballer. Zijn officiële voornaam was Theo, zijn familie noemde hem Dos en voor de buitenwacht was het Jos(je). Hij trouwde op 13 februari 1960 met Hendrika Helena (Rie) Visee in Amsterdam. Dochter Kitty Vonhof (1966) was een tophandbalster,  bij Niloc, SEW en HV Aalsmeer, die vele jaren international was.

## Carrièrestatistieken
| Seizoen | Club          | Land      | Competitie      | Competitie | Competitie | Beker | Beker | Internationaal | Internationaal | Ned.kamp. | Ned.kamp. | Totaal | Totaal |
| Seizoen | Club          | Land      | Competitie      | Wed.       | Dlp.       | Wed.  | Dlp.  | Wed.           | Dlp.           | Wed.      | Dlp.      | Wed.   | Dlp.   |
| ------- | ------------- | --------- | --------------- | ---------- | ---------- | ----- | ----- | -------------- | -------------- | --------- | --------- | ------ | ------ |
| 1952/53 | DWS           | Nederland | Eerste klasse B | 4          | 2          | –     | 0     | 0              | 0              | 0         | 0         | 4      | 2      |
| 1953/54 | DWS           | Nederland | Eerste klasse A | 26         | 14         | –     | 0     | 0              | 0              | 6         | 3         | 32     | 17     |
| 1954/55 | BVC Amsterdam | Nederland | NBVB            | 10         | 5          | –     | –     | 0              | 0              | 0         | 0         | 10     | 5      |
| 1954/55 | BVC Amsterdam | Nederland | Eerste klasse A | 19         | 7          | –     | –     | 0              | 0              | 0         | 0         | 19     | 7      |
| 1955/56 | BVC Amsterdam | Nederland | Hoofdklasse A   | 20         | 5          | –     | –     | 0              | 0              | 0         | 0         | 20     | 5      |
| 1956/57 | BVC Amsterdam | Nederland | Eredivisie      | 32         | 7          | –     | 0     | 0              | 0              | 0         | 0         | 32     | 7      |
| 1957/58 | BVC Amsterdam | Nederland | Eredivisie      | 32         | 12         | –     | 0     | 0              | 0              | 0         | 0         | 32     | 12     |
| 1958/59 | DWS/A         | Nederland | Eredivisie      | 26         | 5          | –     | 0     | 0              | 0              | 0         | 0         | 26     | 5      |
| 1959/60 | DWS/A         | Nederland | Eredivisie      | 32         | 8          | –     | 0     | 0              | 0              | 0         | 0         | 32     | 8      |
| 1960/61 | DWS/A         | Nederland | Eredivisie      | 31         | 4          | –     | 0     | 0              | 0              | 0         | 0         | 31     | 4      |
| 1961/62 | DWS/A         | Nederland | Eredivisie      | 33         | 4          | –     | 0     | 0              | 0              | 0         | 0         | 33     | 4      |
| 1962/63 | DWS           | Nederland | Eerste divisie  | 24         | 8          | –     | 0     | 0              | 0              | 0         | 0         | 24     | 8      |
| 1963/64 | DWS           | Nederland | Eredivisie      | 28         | 1          | –     | 0     | 0              | 0              | 0         | 0         | 28     | 1      |
| 1964/65 | DWS           | Nederland | Eredivisie      | 29         | 4          | –     | 0     | 2              | 0              | 0         | 0         | 31     | 4      |
| 1965/66 | DWS           | Nederland | Eredivisie      | 27         | 2          | –     | 0     | 0              | 0              | 0         | 0         | 27     | 2      |
| 1966/67 | DWS           | Nederland | Eredivisie      | 24         | 5          | –     | 0     | 0              | 0              | 0         | 0         | 24     | 5      |
| 1967/68 | DWS           | Nederland | Eredivisie      | 2          | 0          | –     | 0     | 0              | 0              | 0         | 0         | 2      | 0      |
| 1967/68 | Zwolsche Boys | Nederland | Tweede divisie  | 3          | 0          | –     | 0     | 0              | 0              | 0         | 0         | 3      | 0      |
| Totaal  | Totaal        | Totaal    | Totaal          | 402        | 93         | –     | 0     | 2              | 0              | 6         | 3         | 410    | 96     |